# نهر سان غابرييل
نهر سان غابرييل (بالإنجليزية: San Gabriel River) هو ممر مائي حضري يتدفق على طول 58 ميل (93 كـم) جنوبًا عبر مقاطعتي لوس أنجلوس وأورانج، بولاية كاليفورنيا الأمريكية. ويعتبر مركزا لثلاث أنهار رئيسية تصرف منطقة لوس أنجلوس الكبرى، والأنهار الأخرى هي نهر لوس أنجلوس ونهر سانتا آنا. تمتد مستجمعات المياه في النهر من جبال سان غابرييل الوعرة إلى وادي سان جابرئيل وجزء كبير من السهل الساحلي في لوس أنجلوس، ويصب في المحيط الهادئ بين مدينتي لونغ بيتش وسيل بيتش.
مر نهر سان غابرييل ذات مرة عبر سهل فيضان طمي واسع، وتحولت قنواته مع فيضانات الشتاء وتشكلت أراضٍ رطبة واسعة على طول مساره الدائم، وهو مصدر نادر نسبيًا للمياه العذبة في هذه المنطقة القاحلة. سكن شعب تونغفا وأسلافهم في حوض نهر سان غابرييل منذ آلاف السنين، معتمدين على وفرة الأسماك والطرائد في الموائل النهرية. تم تسمية النهر عبر بعثة سان غابرييل أركانجيل، الذي تم إنشاؤها عام 1771 أثناء الاستعمار الأسباني لولاية كاليفورنيا. تم استخدام مياه النهر بشكل كبير للري وتربية المواشي من قبل المستوطنين الإسبان والمكسيكيين والأمريكيين قبل أن يبدأ التحضر في أوائل القرن العشرين، مما أدى في النهاية إلى تحويل الكثير من مستجمعات المياه إلى مناطق صناعية وضواحي في لوس أنجلوس الكبرى.
دفعت الفيضانات الشديدة في أعوام 1914 و1934 و1938 مقاطعة لوس أنجلوس، ثم الحكومة الفيدرالية في وقت لاحق إلى بناء نظام من السدود وأحواض، بواسطة هندسة الأنهار تم توجيه جزء كبير من نهر سان غابرييل السفلي باستخدام ضفاف خرسانية أو ريبراب. يوجد أيضًا نظام واسع النطاق لأراضي الانتشار وغيرها من الأعمال لالتقاط جريان مياه الأمطار والحفاظ عليها للاستخدام الحضري. حاليا، يوفر النهر حوالي ثلث المياه المستخدمة في جنوب شرق مقاطعة لوس أنجلوس.
تم استخراج الذهب في المنطقة العلوية من سان غابرييل بشكل متقطع منذ ستينيات القرن التاسع عشر، وكان قاعه المصنوع من الحصى مصدرًا مهمًا للزلط منذ أوائل القرن العشرين. يعد النهر أيضًا منطقة ترفيهية شهيرة، حيث توجد حدائق ومسارات في العديد من الأحواض على طول مجراه. احتفظت منابع نهر سان غابرييل بطابعها الطبيعي وهي عامل جذب شهير في غابة أنغيليس الوطنية.